# H-500M
Hughes H-500M med kaldenavnet Cayuse (i amerikansk militær benævnt H-6 eller OH-6A) er en let civil og militær helikopter beregnet til mange formål, bl.a observation. Den blev i første omgang fremstillet til det amerikanske militær i 1960'erne til Vietnamkrigen.
I 1970'erne lavede Hughes Aircraft en eksportudgave, som Danmark i første omgang anskaffede sig 12 af i 1971 og yderligere 4 mere i 1974. De fungerede som observationshelikoptere og i mange år hørte de til på Flyvestation Vandel, men blev i 2003 overført til Flyvestation Karup under Eskadrille 724.
Deres opgave er siden blevet overtaget af Fennec AS 550 C2 helikopteren og den danske H-500M Cayuse blev udfaset i 2005.
- Wikimedia Commons har flere filer relateret til H-500M

| Luftfart | Spire Denne artikel om flyvning er en spire som bør udbygges. Du er velkommen til at hjælpe Wikipedia ved at udvide den. |